# Honorata de la Rama
Honorata “Atang” de la Rama (Manilla, 11 januari 1905 - 11 juli 1991) was een Filipijns zangeres, bodabilartiest en de eerste Filipijns filmactrice. In 1987 werd De la Rama uitgeroepen tot nationaal kunstenaar van de Filipijnen.

## Biografie
De la Rama werd geboren op 11 januari 1905 in het district Tondo in Manilla. Ze speelde op zevenjarige leeftijd al rollen in Spaanse zarzuelas zoals Mascota, Sueño de un Vals en Marina. Op haar vijftiende had ze een rol in de zarzuela Dalagang Bukid. Met name haar uitvoering van het lied Nabasag na Banga daarin leverde haar grote bekendheid op.
Tijdens de Amerikaanse koloniale tijd was De la Rama een voorvechtster van de kundiman (Filipijnse folk) en de zarsuela over specifieke Filipijnse onderwerpen als woekeraars, hanengevechten en de toen heersende koloniale mentaliteit. Behalve zingen en acteren in veel kundimans en zarzuela’s, was ze ook producent en schrijver van dergelijke opvoeringen. Voor al haar bijdragen werd ze in 1979, op 74-jarige leeftijd uitgeroepen tot "Koningin van de kundiman en zarzuela".
Atang trad niet alleen op in de grote theaters in Manilla, zoals Teatro Libertad en Teatro Zorilla, maar ook in arena’s en op pleinen in de rest van Luzon, de Visayas en Mindanao. Ze probeerde ook de kundiman en zarzuela bekendheid te geven bij etnische minderheidsgroeperingen als de Igorot, de Aeta en de Mangyan. Ook trad ze op op Hawaï en in steden als San Francisco, Los Angeles, New York, Hongkong, Shanghai en Tokio.
Op 8 mei 1987 riep president Corazon Aquino De la Rama uit tot Nationaal Artiest van de Filipijnen in de categorie theater en muziek, voor "haar oprechte toewijding aan oorspronkelijke Filipijnse theater en muziek, haar uitmuntende kwaliteiten als zangeres en als sasuela-actrice/schrijfster/producent en haar onvermoeibare pogingen om haar werk overal in de Filipijnen en in de wereld te brengen".
Atang de la Rama was getrouwd met Amado Hernandez, een nationaal kunstenaar van de Filipijnen in de categorie literatuur. Ze overleed op 11 juli 1991. 